# Ilhas Banda
As Ilhas Banda (em indonésio:  Kepulauan Banda) são um grupo de dez pequenas ilhas vulcânicas no Mar de Banda, cerca de 140 km a sul de Ceram e 2000 km a este da Ilha de Java. Fazem parte da província Indonésia das Ilhas Molucas. A principal cidade e centro administrativo é Bandanaira, localizada na ilha com o mesmo nome. Elevam-se num oceano com 4–6 km de profundidade e têm uma área total de cerca de 180 km², com uma população de cerca de 15 mil habitantes. Até meados do século XIX as ilhas Banda foram a única fonte mundial de noz-moscada uma das mais valorizadas especiarias. As ilhas são hoje um destino para a atividade de mergulho.

## História

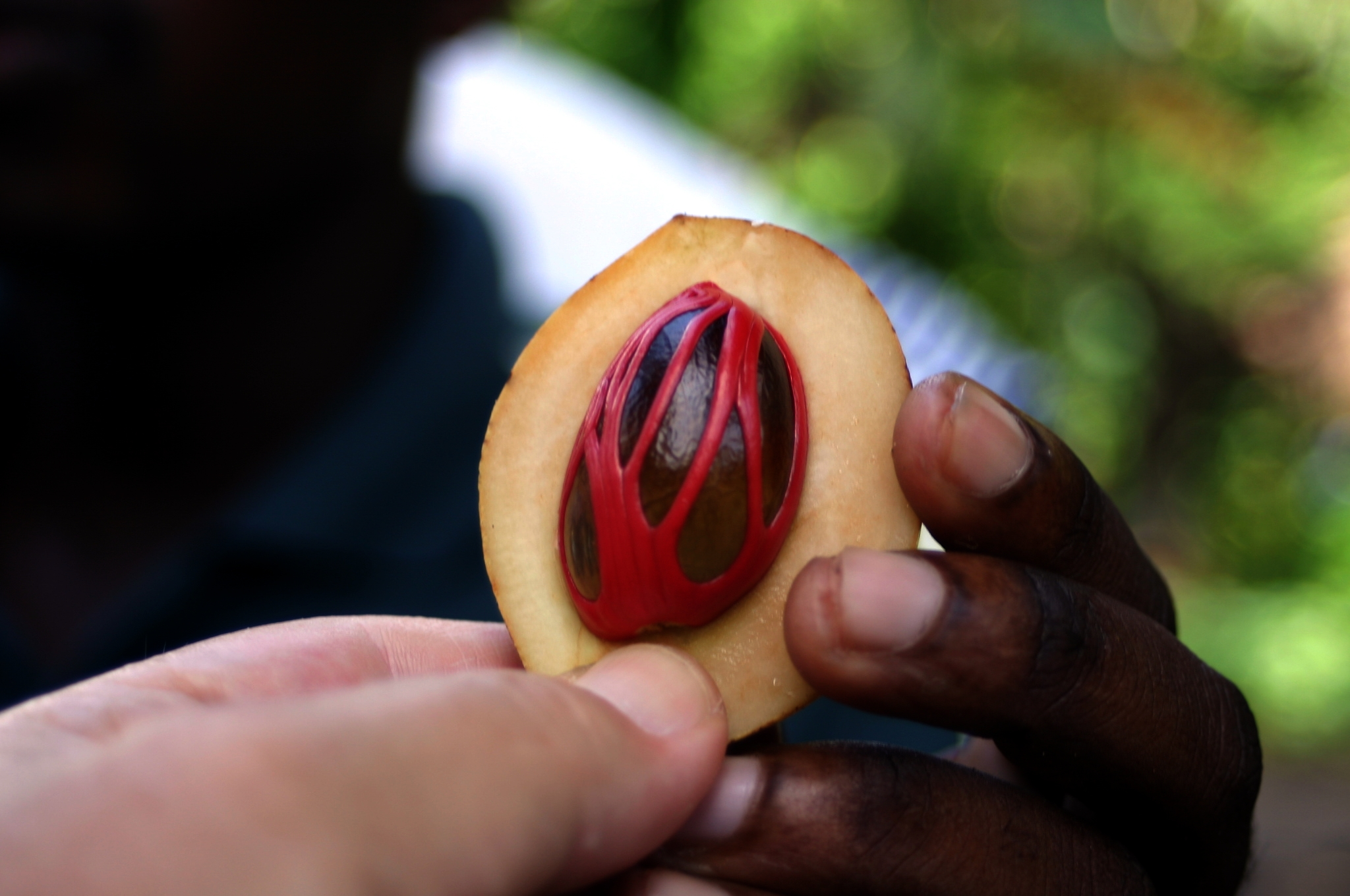
Noz-moscada, exclusivo das ilhas banda até meados do século XIX

Até à chegada dos europeus, Banda tinha um governo oligárquico liderado por orang kaya ('homens poderosos') com os bandaneses a terem um papel activo e independente no comércio em todo o arquipélago. Banda era a única fonte em todo o mundo a produzir noz-moscada, uma importante especiaria utilizada como tempero e conservante em culinária e em medicina, ao tempo extremamente valorizada nos mercados europeus,  vendida por mercadores árabes à República de Veneza a preços exorbitantes. Mercadores e negociantes nunca divulgavam a localização exacta da origem, pelo que nenhum europeu conseguia deduzir a sua origem.
Os primeiros relatos escritos de Banda são da Suma Oriental, um livro escrito pelo boticário (farmacêutico) português Tomé Pires estabelecido em Malaca entre 1512 e 1515 mas que visitou Banda várias vezes. Na primeira visita contactou os portugueses e principalmente os marinheiros malaios em Malaca, calculando então a população entre 2500-3000. Reportou os bandaneses como parte de uma rede de comércio abrangendo toda a Indonésia e os únicos comerciantes de longo curso nativos das Molucas a transportar produtos para Malaca, embora alguns carregamentos de Banda também fossem feitos por mercadores javaneses.
Além da noz-moscada e mace, Banda mantinha também um significativo entreposto de comércio. Entre os produtos que passavam por banda estavam o cravinho de Ternate e Tidore, a norte, penas de aves-do-paraíso das ilhas Aru e da Nova Guiné, entre outros.

### Chegada dos portugueses

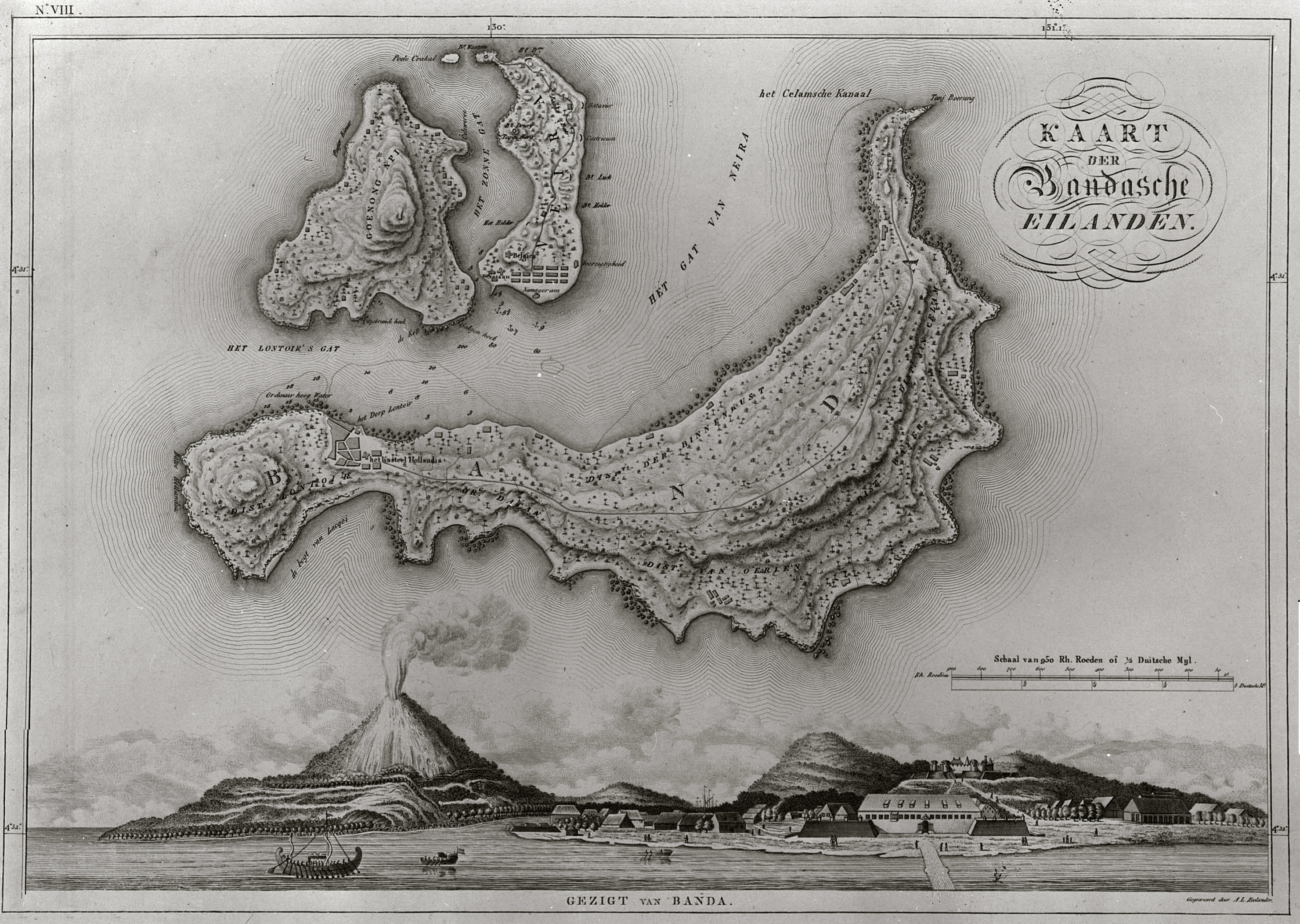
Vista e mapa das ilhas Banda, Lontor e Gunung Api, 1816-1826

Em Agosto de 1511 em nome do rei de Portugal, Afonso de Albuquerque conquistou Malaca, que era ao tempo o centro do comércio asiático. Em Novembro desse ano, após assegurar Malaca e ficando a saber a localização das ilhas Banda, enviou uma expedição de três navios comandados pelo seu amigo de confiança António de Abreu para as encontrar. Pilotos malaios foram recrutados e obrigados, guiando-os via Java, as Pequenas Ilhas de Sunda e da ilha de Ambão até Banda, onde chegaram no início de 1512. Aí permaneceram, como primeiros europeus a chegar às ilhas, durante cerca de um mês, comprando e enchendo os seus navios com noz-moscada e cravinho. Abreu partiu então velejando por Ambão enquanto o seu vice-comandante Francisco Serrão se adiantou para as ilhas Molucas mas naufragou terminando em Ternate. Ocupados com hostilidades noutros pontos do arquipélago, como Ambão e Ternate, só regressariam em 1529.